# Typophyllum geminum
Typophyllum geminum är en insektsart som beskrevs av Bolívar, I. 1890. Typophyllum geminum ingår i släktet Typophyllum och familjen vårtbitare. Inga underarter finns listade i Catalogue of Life.